# 로이드 켈리
로이드 캐시어스 켈리(영어: Lloyd Casius Kelly, 1998년 10월 6일 ~ )는 잉글랜드의 축구 선수이다. 포지션은 수비수이며, 현재 유벤투스에서 뛰고 있다.